# Gare de Bercy-Ceinture
Gare de Bercy-Ceinture je zrušená železniční stanice v Paříži ve 12. obvodu. Nádraží bylo v provozu v letech 1875–1934 na trati spojující Paříž a Marseille. Budova se nachází na adrese č. 320, rue de Charenton.

## Lokace
Nádraží se nachází na kilometru 2,6 železniční tratě z Paříže do Marseille mezi stanicemi gare de Lyon a bývalým nádražím v Charenton-le-Pont. Staniční budova stojí nad kolejištěm, kde se trať Marseille křížila s tratí Petite Ceinture.

## Historie
Nádraží bylo pro cestující otevřeno 18. října 1875, aby se umožnil přestup na trať Petite Ceinture. Ta byla propojena kolejí s několik set metrů vzdálenou stanicí La Rapée-Bercy. Nádraží bylo uzavřeno pro osobní přepravu 23. července 1934 tak jako celá linka Petite Ceinture.